# Когсуэлл, Теодор
Теодор Роуз Когсуэлл (англ. Theodore Rose Cogswell; 10 марта 1918, Котсвилл, Пенсильвания, США — 3 февраля 1987, Скрантон, Пенсильвания, США) — американский писатель
-фантаст.

## Биография
В молодости — сторонник левых идей.
Участник гражданской войны в Испании на стороне республиканцев. Служил шофёром санитарной машины, был фельдшером XV интербригады имени Авраама Линкольна (1937—1939)
Во время Второй мировой войны служил в ВВС США, летал по, так называемой, «бирманской дороге», в 1942—1946 годах побывал в Индии, Бирме, Китае. Вышел в отставку в чине капитана.
В 1948 году стал бакалавром искусств в Колорадский университете. В 1949 году получил степень магистра в Университете Миннесоты, там же до 1953 года был докторантом, затем до 1956 года — работал преподавателем в Кентуккийском университете и в университете Денвера (до 1957). С 1958 по 1965 год — доцент английской филологии в Государственном университете в г. Манси (Индиана), с 1965 года в Keystone Junior College в Ла Плюме, Пенсильвания. Жил в штате Пенсильвания.
Во время учёбы в аспирантуре Университета Миннесоты познакомился с писателями Полом Уильямом Андерсоном и Гордоном Диксоном, дружба с которыми побудила его заняться литературным творчеством.
После смерти прах писателя был похоронен на Арлингтонском национальном кладбище.

## Творчество
Дебютировал в 1952 году опубликовав свой первый НФ-рассказ «The Specter General» в журнале «Astounding Science Fiction». Как и первый, многие из более чем 40 рассказов автора, опубликованных до 1981 года, демонстрируют тенденцию к сатире и юмору. Его фантастические рассказы появились в сборниках «Стена вокруг света» (1962) и «Третий глаз» (1968). Кроме рассказов Когсуэлл также опубликовал ряд НФ-баллад. Он также написал сценарий для телесериала «Сказки завтрашнего дня» («Красная пыль», 1952).
Автор ряда научно-фантастический романов, повестей и рассказов, произведений в жанре фэнтези.
Публиковался также под псевдонимами Thomas Cogswell (с Т. Томасом), Theodore R. Cogewell, Theodore Cogswell, Tevis Cogswell, Theodore R. Cogwell, Cogswell Thomas.
Книги писателя переведены на болгарский, венгерский, грузинский, китайский, корейский, монгольский, немецкий, польский, румынский, русский, сербско-хорватский, словацкий, французский, чешский, японский.
Теодор Р. Когсуэлл, несомненно, повлиял на творчество Дж. Роулинг своим произведением «Стена вокруг света» (The Wall Around the World), в котором тринадцатилетний сирота, преследуемый его тетей и дядей, находит убежище в магических книгах.

## Избранные произведения
Роман
- Spock, Messiah! (1976) (Star Trek novel в соавторстве)

Рассказы
- The Masters (1954)
- The Specter General (1952)
- Wolfie (1954)
- Emergency Rations (1953)
- The Burning (1960)
- Thimgs (1958)
- Test Area (1955)
- Prisoner of Love (1962)
- Invasion Report (1954)
- The Wall Around the World (1953)
- The Friggin Falcon (1966)
- The Third Eye (1968)
- The First Theodore R. Cogswell Megapack (2014)